# Juan García de Loaysa
Juan García de Loaysa OP (ur. w 1478 w Talavera de la Reina, zm. 22 kwietnia 1546 w Madrycie) – hiszpański kardynał.

## Życiorys
Urodził się w 1478 roku w Talavera de la Reina, jako syn Pedra de Loaysy i Cataliny de Mendozy. Wstąpił do dominikanów, a w 1518 roku został wybrany generałem zakonu. W czasie powstania Comuneros, które w niektórych częściach Kastylii było prowadzone przez dominikanów, Loyasa nakazał nieangażowanie się w spory polityczne i ukarał czterech duchownych, którzy ostatecznie trafili do więzienia. W kolejnych latach wizytował konwenty zakonne, by spacyfikować nastroje powstańcze. W 1522 roku został inkwizytorem generalnym Kastylii i Aragonii, a w okresie 1522–1523 był przewodniczącym Rady Inkwizycyjnej. Pozostawał wówczas w związku z Doñą Marią de la Torre, z którą miał dwoje dzieci. Był gorliwym zwolennikiem Karola V, przez co zaniedbywał swoje obowiązki generała zakonu i w 1524 roku zrezygnował z funkcji. 8 czerwca tego samego roku został wybrany biskupem Osmy. Miesiąc później cesarz wydał nakaz rezydowania biskupów w swoich diecezjach z wyjątkiem przewodniczącego Rady Królewskiej, arcybiskupa Sewilli, inkwizytora generalnego i biskupa Loaysy, który był spowiednikiem i jamłużnikiem Karola. 29 września przyjął sakrę. Po zwycięskiej bitwie pod Pawią postulował uwolnienie Franciszka I, a rok później został powołany jako stały członek Rady Stanu przy cesarzu. W 1529 roku Karol V mianował go ambasadorem Hiszpanii przy Stolicy Piotrowej. 9 marca 1530 roku został kreowany kardynałem prezbiterem i otrzymał kościół tytularny S. Susanna. Dwa lata później został przeniesiony do diecezji Sigüenza, co umożliwiło mu powrót do ojczyzny. W 1539 roku został arcybiskupem Sewilli. Na krótko przed śmiercią, która nastąpiła 22 kwietnia 1546 roku w Madrycie, został mianowany wielkim inkwizytorem Hiszpanii.